# Peyriac-de-Mer
Peyriac-de-Mer település Franciaországban, Aude megyében. Lakosainak száma 1191 fő (2022. január 1.). Peyriac-de-Mer Bages, Narbonne, Portel-des-Corbières, Saint-André-de-Roquelongue és Sigean községekkel határos.

## Népesség
A település népességének változása:
| Lakosok száma | 829  | 727  | 822  | 1042 | 1093 | 1117 | 1113 | 1132 | 1143 | 1191 |
|               | 1968 | 1982 | 1990 | 2006 | 2013 | 2015 | 2017 | 2019 | 2020 | 2022 |